# Розвазький заказник
Розва́зький зака́зник — ентомологічний заказник місцевого значення в Україні. Розташований у межах Острозького району Рівненської області, неподалік від північної околиці села Хорів. 
Площа 5 га. Статус надано згідно з рішенням облвиконкому від 22.11.1983 року № 343. Перебуває у віданні Хорівської сільської ради. 
Статус надано з метою збереження природного комплексу на схилах балки, порослих лучною рослинністю, яка є місцям оселення корисної ентомофауни. 